# Fetus in fetu

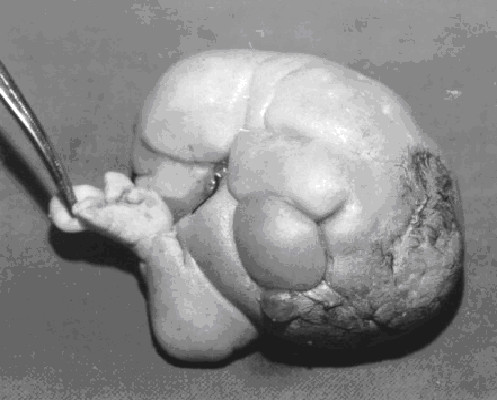
Послеоперационный препарат: хорошо развитый плод, лежащий на спине, с рудиментарными пальцами.

Утробный плод в плоде или эмбрион в эмбрионе (лат. Fetus in fetu, Foetus in foetu) — аномалия, при которой имеется масса тканей, которая напоминает плод, формирующийся внутри тела другого плода. 
Существуют две гипотезы происхождения данного феномена. Согласно одной из них, плод в плоде является тератомой. По другой, эмбрион в эмбрионе — это близнец-паразит, развивающийся внутри близнеца-«хозяина». На начальном этапе монозиготной беременности близнецами, когда оба плода имеют общую плаценту, один из них «заворачивается» вокруг другого. Завернутый внутрь близнец становится «паразитом», и его дальнейшее выживание зависит от близнеца-«хозяина». У близнеца-паразита отсутствует мозг и он неспособен выжить самостоятельно.
Эмбрион в эмбрионе возникает с частотой 1 из 500 000 случаев.